# Centroscyllium excelsum
Centroscyllium excelsum es un somniósido de la familia Etmopteridae que habita en el Pacífico noroccidental en la cadena submarina Hawái-Emperador entre las latitudes 50 y 38° N, a profundidades de entre 800 y 1000 m. Su longitud máxima es de 63 cm.
Su reproducción es ovovivípara.